# 阮氏香
阮氏香（越南语：／；？—？），又名阮氏月（越南语：／），是越南阮朝嗣德帝的一個妃嬪，建福帝的養母。

## 生平
阮氏香是永隆省保安县保禄社安德村（今属槟椥省）人，某年正月十二日出生，父亲是弘忠侯阮文仲。嗣德十四年（1861年），阮氏香被嗣德帝封為四階諒嬪。嗣德帝沒有兒子，先後收養了三個養子。嗣德二十三年（1870年）正月，嗣德帝收養堅太王阮福洪侅第三子阮福膺登為子，並令阮氏香擔任阮福膺登的養母，同時晉封她為二階謙妃。嗣德二十七年（1874年）三月，再晋封為一階學妃（越南语：／）。
嗣德帝并不喜欢自己最年長的養子阮福膺禛，而是寵愛最為年幼的阮福膺登。嗣德三十六年（1883年），嗣德帝駕崩之時，本欲傳位給阮福膺登，但由於阮福膺登年幼，不得不傳位給阮福膺禛，是為育德帝。同時下令正式選阮福膺登為皇子，改從帝系命名阮福膺祜。
後來，阮福膺祜被擁上皇位，是為建福帝。學妃阮氏香被尊為皇太妃，與慈裕太皇太后范氏姮、皇太后武氏諧同為建福帝尊長，人稱三宮。據西方文獻記載，建福帝體弱多病，阮氏香與專權的阮文祥通姦，被建福帝發現。建福帝甚為惱怒，揚言要把阮文祥誅滅九族。阮氏香十分害怕，便在藥裡下毒，毒死建福帝。嘉興王阮福洪休秘密調查建福帝的死因，被尊室說發現，流放廣治省，秘密處死。
隨後，阮文祥和尊室說擁立建福帝的幼弟繼位，是為咸宜帝，繼續尊阮氏香為皇太妃。次年（1885年）五月，尊室說挾持咸宜帝，發起勤王運動，並將三宮劫持到廣治省。阮文祥投降法國之後，在法國人的壓力下，尊室說被迫釋放了三宮，讓她們返回京師。
同慶元年（1886年）正月，同慶帝以“尊學妃為皇太妃是出自權臣偏議”為由廢除了她的“皇太妃”封號，恢復學妃封號。學妃去世後，諡徽順。

## 腳注
1. ↑  “徽順”為嗣德帝制定的一階宮嬪通諡。